# Округ Медисон (Тексас)
Округ Медисон (енгл. Madison County) је округ у америчкој савезној држави Тексас. По попису из 2010. године број становника је 13.664.

## Демографија
Према попису становништва из 2010. у округу је живело 13.664 становника, што је 724 (5,6%) становника више него 2000. године.
| Група             | 2000.         | 2010.         |
| Белци             | 7.801 (60,3%) | 8.030 (58,8%) |
| Афроамериканци    | 2.959 (22,9%) | 2.719 (19,9%) |
| Азијати           | 50 (0,4%)     | 79 (0,6%)     |
| Хиспаноамериканци | 2.042 (15,8%) | 2.688 (19,7%) |
| Укупно            | 12.940        | 13.664        |